# 南貝里克 (緬因州普查規定居民點)
南貝里克（英語：South Berwick）是位於美國緬因州約克縣的一個普查規定居民點。

## 人口
根據2020年美國人口普查的數據，南貝里克的面積為7.30平方千米，當中陸地面積為7.11平方千米，而水域面積為0.19平方千米。當地共有人口3825人，而人口密度為每平方千米523.97人。